# Малый Татарский переулок
Ма́лый Тата́рский переу́лок — улица в центре Москвы в Замоскворечье между Большой Татарской и Новокузнецкой улицами.

## История
Возник в конце XIX века как Татарский переулок. Определение Малый получил по отношению к Большому Татарскому переулку. Названия Татарских улиц и переулков связано с бывшей Татарской слободой, находившейся в этом районе Замоскворечья.

## Описание

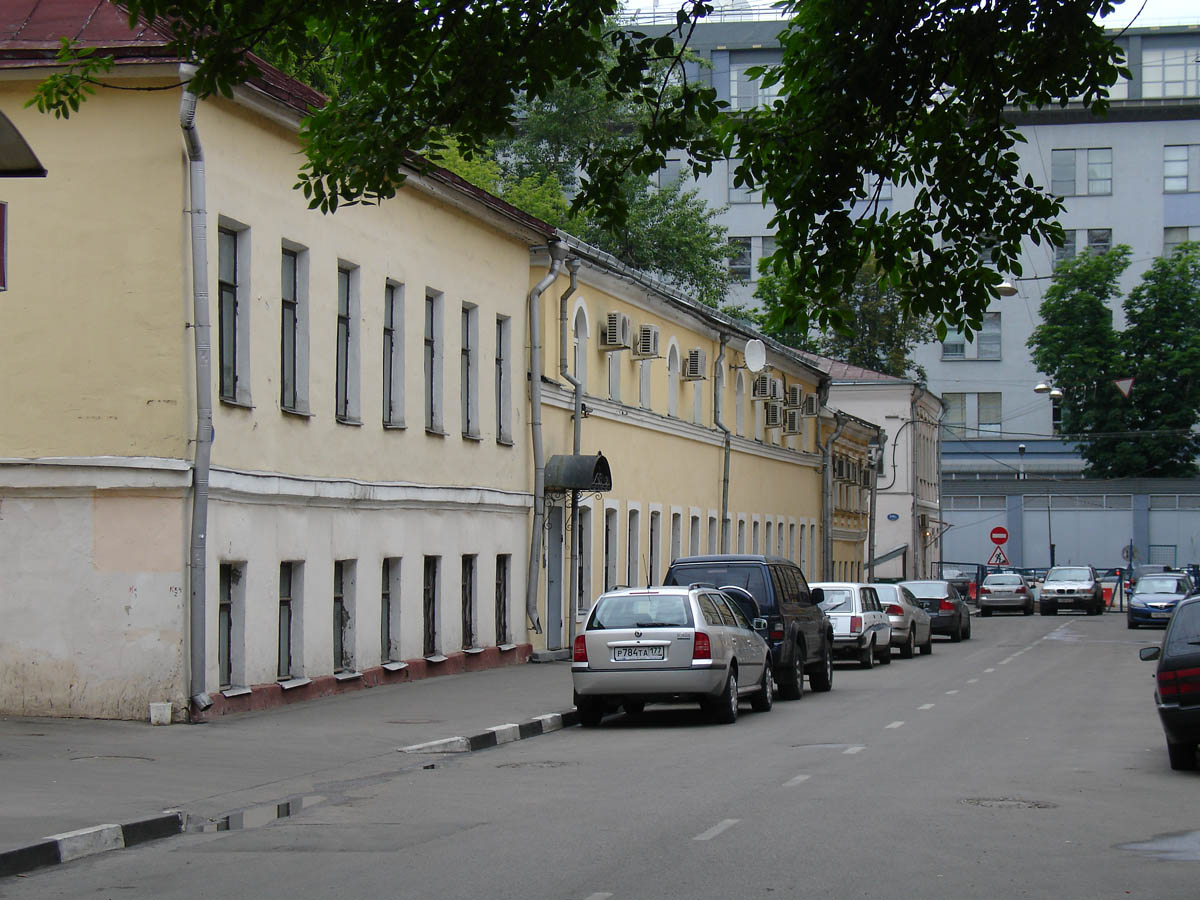
Малый Татарский. Вид на Большую Татарскую улицу.

Малый Татарский переулок начинается от Большой Татарской и проходит на юго-запад параллельно Вишняковскому переулку, затем под аркой дома выходит на Новокузнецкую улицу.

## Здания и сооружения
По нечётной стороне:
- № 3 — Постоянное представительство Правительства Брянской области при Правительстве Российской Федерации в г. Москве

По чётной стороне:
- № 8 — Дом Асадуллаева (1913), Татарский культурный центр Национально-культурной автономии татар Москвы; ресторан «Идель»; танцевальный клуб  «Дом танца Bossa Nova»;

## См.также
- Татарская слобода Москвы
- Большая Татарская улица
- Татарская улица
- Большой Татарский переулок